# سباستین سیلگرو
سباستین سیلگرو (انگلیسی: Sebastián Silguero؛ زادهٔ ۱ ژانویهٔ ۱۹۹۲) بازیکن فوتبال اهل آرژانتین است.
از باشگاه‌هایی که در آن بازی کرده‌است می‌توان به باشگاه فوتبال ریور پلاته اشاره کرد.